# Liste d'organisations environnementales
 (décembre 2011).
Si vous disposez d'ouvrages ou d'articles de référence ou si vous connaissez des sites web de qualité traitant du thème abordé ici, merci de compléter l'article en donnant les références utiles à sa vérifiabilité et en les liant à la section « Notes et références ».
Le World Directory of Environmental Organizations, une publication du Sierra Club dont la première édition date de 1973, donne une liste d'associations environnementales. Il dénombre 2 500 associations environnementales dans son édition de 2001.
La Convention-cadre des Nations unies sur les changements climatiques donne une liste d'« ONG admises » qui comporte 3 702 associations environnementales en 2025.
Voici une liste d'organisations environnementales non exhaustive.

## Organisations intergouvernementales

### Mondial
- Groupe d'experts intergouvernemental sur l'évolution du climat
- Union internationale pour la conservation de la nature
- Programme des Nations unies pour l'environnement
- Fauna & Flora International
- Earth System Governance Project (en)
- World Nature Organization

### Continentale
- Agence européenne pour l'environnement
- Partnerships in Environmental Management for the Seas of East Asia (en) (PEMSEA)

### Onusienne
- Programme des Nations unies pour l'environnement (connu sous le nom de UNEP)
- Conseil international pour les initiatives écologiques locales

## Organisations gouvernementales

### Amérique
- IBAMA
- Ministère de l'Environnement du Canada
- -  Ministère de la Conservation et de la Gestion des ressources hydriques
- -  Ministère de l'Environnement et des Gouvernements locaux
- -  Ministère du Développement durable, de l'Environnement et de la Lutte contre les changements climatiques
- Ministère de l'Environnement
- United States Environmental Protection
- United States Fish and Wildlife Service
- United States National Park Service
- Commission nationale forestière du Mexique
- Secrétariat de l'Environnement et des Ressources naturelles

### Afrique
- Ministère de l’Environnement, de l’Économie verte et du Changement climatique
- Kano State Environmental Planning and Protection Agency (en)
- Ministère de l'Environnement
- Ministère de l'Environnement, de la Protection de la nature et du Développement durable

### Asie
- Saudi Environmental Society (en)
- Ministère de l'Écologie et de l'Environnement
- Central Pollution Control Board (en)
- Gujarat Pollution Control Board (en)
- Ministère de l'Environnement et des Forêts
- Directorate General of Forest Protection and Nature Conservation (Indonesia) (en)
- Ministry of the Environment (Israel) (en)
- Department of Environment and Natural Resources (en)
- Ministère de l'Environnement

### Europe
- Ministère fédéral de l'Environnement
- Bundesamt für Naturschutz
- Ministère fédéral de l'Agriculture et de l'Environnement
- Ministre de l'Environnement et des Eaux
- Ministre de la Protection de l'environnement et de l'Énergie
- Ministère de l'Environnement
- Historic Scotland
- Scottish Natural Heritage
- Ministère de l'Environnement
- Ministère de l'Agriculture et de l'Environnement, anciennement le Ministère de l'Environnement
- Ministère de l'Environnement
- Ministère de l'Écologie
- Département de l'Environnement, de l'Alimentation et des Affaires rurales
- -  English Heritage
- -  Environment Agency
- -  Manx National Heritage
- -  Northern Ireland Environment Agency
- -  Cadw
- -  Environment Agency Wales
- Ministre de l'Agriculture, des Ressources naturelles et de l'Environnement
- Agence de protection de l'environnement (Irlande)
- Ministère de l'Environnement
- Norwegian Ministry of the Environment
- Direction norvégienne pour la gestion de la nature
- Norwegian Pollution Control Authority
- Ministry for Environment, Spatial Planning and Regional Development
- Ministre de l'Environnement
- Ministère de l'Exploitation minière et de l'Énergie
- Ministère de l'Environnement et de l'Aménagement du territoire
- Ministère de l'Environnement
- Office fédéral de l'environnement
- Département fédéral de l'environnement, des transports, de l'énergie et de la communication
- Fondation Urgenda

### Océanie
- Ministère de l'Environnement
- Ministère de la Conservation

## Organisations non gouvernementales
Ces organisations non gouvernementales s'investissent dans le management environnemental, le lobbying, le plaidoyer et/ou dans des efforts de conservation de la nature :

### Internationales
Par ordre alphabétique :
- 350.org
- A Rocha
- Biosphere Expeditions
- Bioversity International
- BirdLife International
- Confederation of European Environmental Engineering Societies (en)
- Conservation International
- Earth Charter Initiative (en)
- Fauna & Flora International
- Forests and the European Union Resource Network (FERN)
- Fondation Antinea
- Fonds mondial pour la nature (WWF)
- Forest Stewardship Council
- Gaia Mater
- Global Footprint Network
- Global Witness
- Great Transition (en) Initiative* Greening Burundi
- Green Actors of West Africa (en) (GAWA)
- Green Cross International
- Greenpeace
- Interamerican Association for Environmental Defense (en)
- International Environmental Law Research Centre (IELRC)
- International Analog Forestry Network (en)
- International Environmental Law Research Centre (en)
- International Network for Sustainable Energy (INFORSE)
- Les Amis de la Nature
- Les Amis de la Terre
- Let's do it! World
- Maksika- Abeilles Hommes et Territoires
- Mountain Wilderness
- Mouvement antinucléaire
- NatureServe
- Plant A Tree Today Foundation (en) (PATT)
- Project AWARE (en)
- Rainforest Alliance
- Sandwatch (en)
- Sea Shepherd
- Seeds of Survival of USC Canada
- Society for the Environment (en) (SocEnv)
- Taiga Rescue Network (TRN)
- The Climate Mobilization (en)
- The Climate Reality Project
- The Mountain Institute (en)
- The Nature Conservancy
- The Resource Foundation (es)
- Union internationale pour la conservation de la nature (UICN)
- U-MAN
- Wetlands International
- Wildlife Conservation Society
- Wolf Preservation Foundation (en) (WPF)
- World Business Council for Sustainable Development
- Worldchanging (en)
- World Conservation Union (WCN)
- World Land Trust (en) (WLT)
- World Resources Institute (WRI)
- Union mondiale pour la protection de la vie (WUPL)
- Worldwatch Institute
- World Wide Fund for Nature (WWF)
- Xerces Society (en)
- Yellowstone to Yukon Conservation Initiative (en)
- Objectif Sciences International (OSI)

### Continentales

#### Afrique
- African Parks
- African Wildlife Foundation
- Environmental Foundation for Africa
- Peace Parks Foundation

#### Europe
- Climate Action Network - Europe (CAN-Europe)
- Coastwatch Europe
- European Association of Environmental and Resource Economists (EAERE)
- European Biomass Association
- European Environmental Bureau (EEB)
- INFORSE-Europe
- Rewilding Europe

#### Amérique du nord
- Fund for Wild Nature
- Green Zionist Alliance
- International Joint Commission
- North American Native Fishes Association
- Rivers Without Borders
- Wild Farm Alliance

#### Amérique du sud
- PISAD
- Instituto Socioambiental
- Rainforest Foundation
- Amazon Watch (en)

### Nationales

#### En Afrique
Afrique du Sud
- Cape Town Ecology Group
- Dolphin Action & Protection Group
- Earthlife Africa
- Endangered Wildlife Trust
- EThekwini ECOPEACE
- Groundwork
- Koeberg Alert
- The Earth Organization
- Wildlife & Environment Society

Burundi
- Greening Burundi

Kenya
- Green Belt Movement

Madagascar
- L'Homme et L'Environnement

Maroc
- Surfrider Foundation Maroc
- Alliance Marocaine pour le climat et le développement durable

Sierra Leone
- ENFORAC (Environmental Forum for Action)

#### En Amérique
Bahamas
- Friends of the Environment

Bolivie
- Comunidad Inti Wara Yassi (CIWY)

Canada
- Ancient Forest Alliance
- Bird Protection Quebec
- Canadian Association of Physicians for the Environment
- Canadian Environmental Law Association
- Canadian Environmental Network
- Canadian Youth Climate Coalition
- Canadian Parks and Wilderness Society (CPAWS)
- David Suzuki Foundation
- Ecojustice Canada
- Earth Liberation Army (en) (ELA)
- Earth Rangers
- Energy Probe
- EnviroCompétences
- Green Action Centre
- Manitoba Eco-Network
- Nature Canada
- Nature Conservancy of Canada
- Nature Québec
- Pembina Institute
- Regenesis (non-profit organization)
- Sierra Youth Coalition
- The Society for the Preservation of Wild Culture
- Toronto Environmental Alliance (TEA)
- Western Canada Wilderness Committee
- Workshops for biodiversity

États-Unis
- 350.org
- Abalone Alliance (en) (historic)
- Adirondack Mountain Club (en)
- African American Environmentalist Association
- African Wild Dog Conservancy
- Albatross Foundation USA
- Allegheny Land Trust
- Alliance for Climate Protection
- Alliance to Save Energy
- American Bird Conservancy
- American Farmland Trust
- Animal Protection and Rescue League (APRL)
- Appalachian Voices
- Arlington Coalition on Transportation (ACT)
- Association of Environmental Professionals
- Audubon movement
- Bonneville Environmental Foundation (BEF)
- Builders for the Bay
- Center for a New American Dream
- Center for International Environmental Law
- Center for Biological Diversity
- Chesapeake Bay Foundation (en)
- Citizens Campaign for the Environment (en)
- Conservation International
- Conservation Law Foundation
- Defenders of Wildlife
- Earthwatch
- Earth First!
- Earth Island Institute
- Earth Policy Institute
- Earth Liberation Army (ELA)
- Earth Liberation Front (ELF)
- EarthLab
- Earth's Birthday Project
- Ecotrust (en)
- Energy Action Coalition (en)
- Environmental and Energy Study Institute (EESI)
- Environment America
- Environment California
- Environmental Defense Fund
- Environmental Design Research Association (EDRA)
- Environmental Law Institute
- Environmental Life Force (ELF)
- Environmental Working Group
- Earth Share
- Forest Guardians
- Global Water Policy Project
- Green Zionist Alliance
- GREENGUARD Environmental Institute
- Hudson River Sloop Clearwater
- Institute for Energy and Environmental Research (IEER)
- Institute of Environmental Sciences and Technology
- International Council on Nanotechnology (ICON)
- Honor the Earth
- Izaak Walton League
- Keep America Beautiful
- League of Conservation Voters
- Montana Wilderness Association
- National Audubon Society
- National Council for Science and the Environment (en) (NCSE)
- National Geographic Society
- National Registry of Environmental Professionals (NREP)
- National Wildlife Federation
- National Wildlife Refuge Association
- Native Forest Council
- Natural Resources Defense Council
- Nature's Classroom
- NatureServe
- Negative Population Growth
- Neighborhood Parks Council
- Nicodemus Wilderness Project
- Pacific Environment
- Public Employees for Environmental Responsibility (PEER)
- Population Connection
- Preserve Our Island
- Rainforest Action Network (en)
- Resources for the Future (RFF)
- Republicans for Environmental Protection
- Rising Tide North America (en)
- Riverkeeper (en)
- Sand County Foundation
- Save the Redwoods League
- Science & Environmental Policy Project (SEPP)
- Sea Shepherd
- Sierra Club
- Silicon Valley Toxics Coalition
- Student Conservation Association
- Student Environmental Action Coalition (SEAC)
- Surfrider Foundation
- Sustainable Silicon Valley (SSV)
- Tellus Institute (en)
- Texas Campaign for the Environment
- The Big Green Bus
- The Conservation Fund
- The Marine Mammal Center
- Ocean Conservancy
- The School for Field Studies
- The Wilderness Society
- TreePeople
- Union of Concerned Scientists
- Waterkeeper Alliance
- West Harlem Environmental Action (WEACT)
- WILD Foundation (en)
- Worldwatch Institute
- Wyoming Outdoor Council (en)
- youthNoise

#### En Asie
Chine
- Friends of Nature (China) (en)
- Green Camel Bell

Hong Kong
- Clear the Air (Hong Kong)
- Friends of the Earth (HK)
- Green Power
- Lights Out Hong Kong
- Society for Protection of the Harbour
- The Conservancy Association

Inde
- Awaaz Foundation (en)
- Centre for Environmental Research & Education India
- Conserve (NGO) (en)
- Exnora International (en)
- Foundation for Ecological Security (en)
- Goa Foundation (en)
- Centre for Science and Environment (en)
- Khoryug

Indonésie
- Borneo Orangutan Survival Foundation

Israël
- Israel Union for Environmental Defense (IUED)
- Green Movement
- Palestinian Environmental NGOs Network
- Société pour la protection de la nature en Israël (SPNI)
- Zalul Environmental Association

Népal
- International Centre for Integrated Mountain Development
- National Trust for Nature Conservation

Philippines
- Greenpeace Southeast Asia
- Haribon Foundation
- Sibuyanons Against Mining

#### Union européenne
Allemagne
- Bund für Umwelt und Naturschutz Deutschland (BUND) - Friends of the Earth, Germany
- BUNDjugend (BUND's Youth organization)
- EarthLink e.V.
- Fuck for Forest
- Naturschutzbund Deutschland (NABU) - German Nature Conservation Society
- Robin Wood
- Zeitz Foundation

Autriche
- Transitforum Austria Tirol

Croatie
- Ekološko društvo Zeleni Osijek

Danemark
- Danish Organisation for Renewable Energy (OVE)

Espagne
- Asociación pola defensa da ría

France
- Agir pour l'Environnement (APE)
- Association nationale pour la protection du ciel et de l'environnement nocturnes
- Association pour la protection des animaux sauvages (ASPAS)
- BLOOM
- Canopée
- France Nature Environnement (FNE)
- Générations Futures (association)
- Humanité et biodiversité
- Ligue pour la Protection des Oiseaux (LPO)
- Office pour les insectes et leur environnement (Opie)
- Planète Amazone
- Réseau Action Climat France (RAC-F)
- Réseau Sortir du nucléaire
- Société Nationale de Protection de la Nature (SNPN)

Grèce
- Environmental Centre ARCTUROS

Irlande
- Gluaiseacht
- Irish Peatland Conservation Council (IPCC)

Malte
- BirdLife Malta

Portugal
- Quercus

Pays-Bas
- Milieudefensie

République tchèque
- Environmental Law Service (ELS)
- Hnutí DUHA - Friends of the Earth Czech Republic

#### Autres pays d'Europe
Macédoine
- Macedonian Ecological Society

Norvège
- Bellona Foundation
- Eco-Agents
- Norwegian Society for the Conservation of Nature
- Green Warriors of Norway (Norges Miljøvernforbund)
- Nature and Youth
- Zero Emission Resource Organisation

Royaume uni
- Association for Environment Conscious Building
- Bicycology
- Campaign for Better Transport
- Campaign for National Parks (CNP)
- Campaign to Protect Rural England
- Centre for Alternative Technology (CAT)
- Chartered Institution of Water and Environmental Management (CIWEM)
- The Corner House
- Creative Environmental Networks (CEN)
- Earth Liberation Front (ELF)
- Earth Liberation Prisoner Support Network (ELPSN)
- Environmental Investigation Agency
- Environmental Justice Foundation
- Environmental Law Foundation (ELF)
- Environmental Protection UK
- Forest Peoples Programme
- Green Alliance
- Groundwork UK
- The Institution of Environmental Sciences
- Marine Conservation Society
- John Muir Trust
- People & Planet
- Plane Stupid
- Société royale pour la protection des oiseaux
- Scottish Wildlife Trust
- Stop Climate Chaos
- The Civic Trust
- World Land Trust
- The Wildlife Trusts
- Town and Country Planning Association
- UK Environmental Law Association (UKELA)
- Whale and Dolphin Conservation Society
- Woodland Trust

Suisse
- Association suisse pour la protection des oiseaux
- Association transports et environnement
- Fondation suisse pour la protection et l'aménagement du paysage
- Fondation suisse pour le climat
- Association romande pour la protection de l'environnement (ARPEA)
- Pro Alps (anciennement Initiative des Alpes)
- Pro Specie Rara
- Pro Natura
- Société suisse d'étude et de protection des cétacés
- Summit Foundation

Ukraine
- Ukraine Nature Conservation Society (UkrTOP)

#### En Océanie
Australie
- Australian Conservation Foundation
- Australian Koala Foundation
- Australian Network of Environmental Defenders Offices
- Australian Student Environment Network
- Australian Wildlife Conservancy
- Banksia Environmental Foundation
- Birds Australia
- Blue Wedges
- Clean Ocean Foundation
- Environment Victoria
- Foundation for National Parks & Wildlife
- Greening Australia
- Landcare Australia
- Public Transport Users Association
- Rewilding Australia
- The Wilderness Society
- Wildlife Watch Australia

Nouvelle-Zélande
- Buller Conservation Group
- Conservation Volunteers New Zealand
- Environment and Conservation Organisations of Aotearoa New Zealand (ECO)
- Native Forest Restoration Trust
- New Zealand Ecological Restoration Network
- New Zealand Institute of Environmental Health (NZIEH)
- Royal Forest and Bird Protection Society of New Zealand
- Save Happy Valley Campaign
- TerraNature
- Waipoua Forest Trust